# Dobrowolski Island
Dobrowolski Island (in Chile Islote Astrolabe, in Argentinien Islote Capitán Martínez Canaveri genannt) ist eine kleine Insel im Palmer-Archipel vor der Westküste der Antarktischen Halbinsel. Sie liegt 5 km südwestlich des Kap Van Rijswijck nahe der Ostküste der Anvers-Insel.
Wissenschaftler der britischen Discovery Investigations kartierten sie im Jahr 1927 und gaben ihr den Namen Astrolabe Island. Um Verwechslungen mit der Astrolabe-Insel vor der Trinity-Halbinsel zu vermeiden, entschied sich das UK Antarctic Place-Names Committee am 7. Juli 1959 zu einer Umbenennung. Neuer Namensgeber ist der polnische Meteorologe Antoni Bolesław Dobrowolski (1872–1954), Teilnehmer der Belgica-Expedition (1897–1899) des belgischen Polarforschers Adrien de Gerlache de Gomery. Namensgeber der argentinischen Benennung aus dem Jahr 1957 ist ein Kommandant der argentinischen Luftstreitkräfte in Antarktika (Fuerza Aérea de Tareas Antárticas, FATA).